# Erythronium dens-canis
Erythronium dens-canis, comúnmente conocida como diente de perro, diente sangriento o mantecón, es la única especie del género Erythronium nativa de Europa, donde crece en forma silvestre. Se puede encontrar en España, por ejemplo en el Torcal de Antequera.

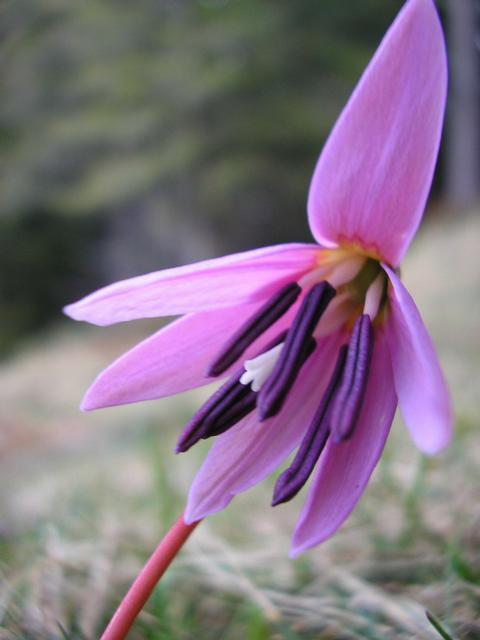
Detalle de la flor

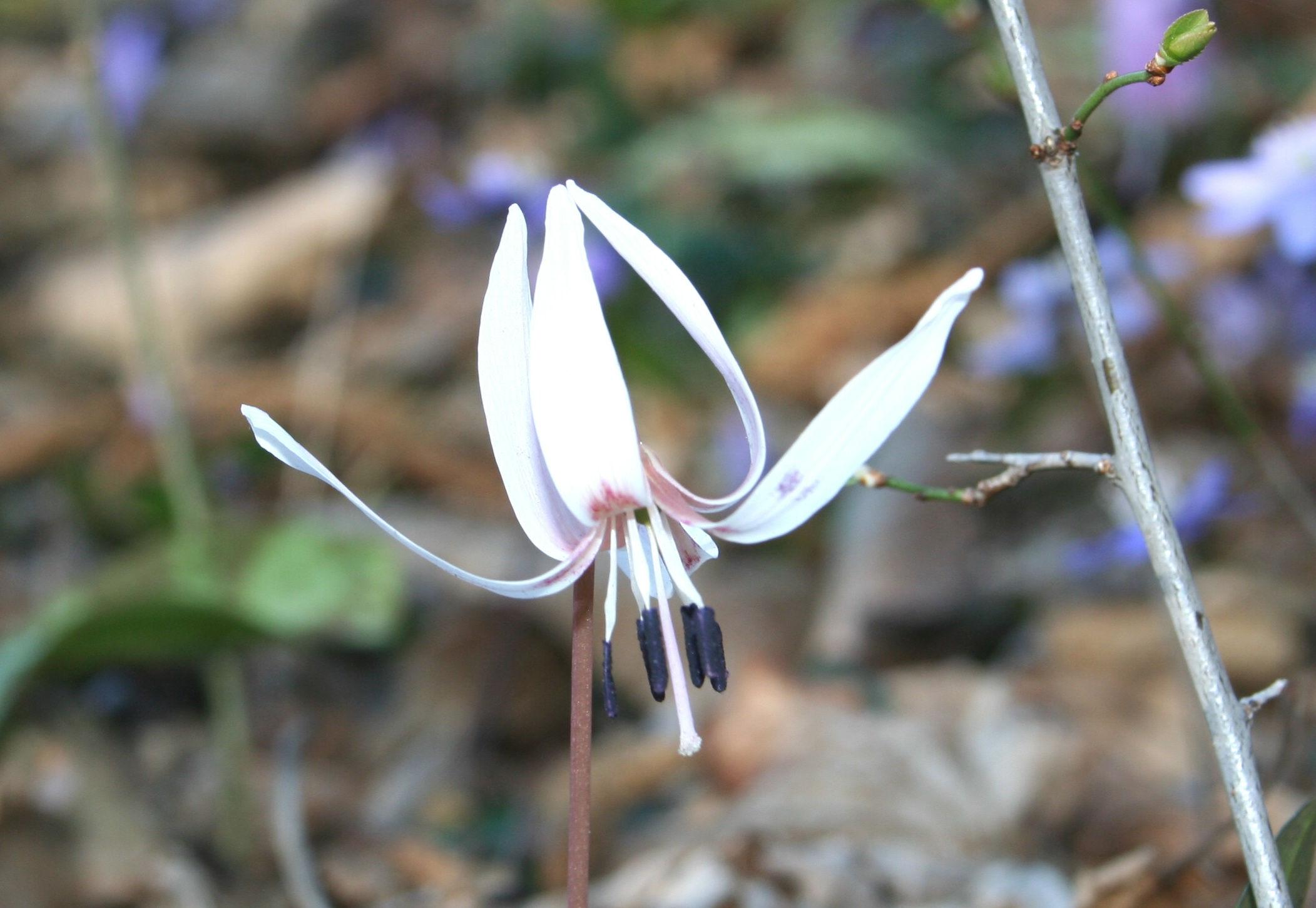
Flor de color blanco

## Características
Planta bulbosa,  de bulbo oblongo, glabro, blanco, con la apariencia de un diente de perro, de ahí su nombre. 
Su roseta basal está compuesta por dos hojas opuestas, ovo-lanceoladas, cubiertas por un retículo pardo en toda la superficie. El tallo, de entre 10 a 30 cm de altura, culmina en una flor de color blanco, rosa o lila, solitaria y pendular, con la base algo punteada. Cuando se abre por completo los pétalos (de unos 3 cm) se arquean hacia el cielo y dejan al descubierto seis estambres  y un pistilo muy llamativos por su tamaño y colorido. 
Florece a partir de Febrero, durante un mes y medio aproximadamente.

## Hábitat
Se distribuye por todo el sur y centro sur de Europa, Desde la República Checa al centro de la península ibérica, incluido el centro de Portugal, centro de Italia y de Turquía.
En España, podemos encontrarla en toda la mitad norte de la península ibérica, en lugares frescos como pastizales o claros del bosque, principalmente en el sotobosque, sobre suelos ácidos por encima de los 600 metros.

## Taxonomía
Erythronium dens-canis fue descrita por  Carlos Linneo    y publicado en Species Plantarum 1: 305. 1753.
Etimología
Erythronium: nombre genérico que  se refiere al color de las flores de algunas de sus especies de color rojo (del griego erythros = rojo), aunque también pueden ser de color amarillo  o blanco. 
dens-canis: epíteto latino que significa "diente de perro".
Citología
Número de cromosomas de Erythronium dens-canis (Fam. Liliaceae) y táxones infraespecíficos:
2n=24.
Sinonimia
- Erythronium longifolium Mill., Gard. Dict. ed. 8: 2 (1768).
- Erythronium maculosum Lam., Fl. Franç. 3: 286 (1779).
- Erythronium vernale Salisb., Prodr. Stirp. Chap. Allerton: 238 (1796).
- Erythronium maculatum DC. in J.B.A.M.de Lamarck & A.P.de Candolle, Fl. Franç. 3: 197 (1805).
- Erythronium ovatifolium Poir. in J.B.A.M.de Lamarck, Encycl. 8: 660 (1808).
- Erythronium bifidum Sweet, Hort. Brit., ed. 2: 597 (1830).
- Erythronium obtusiflorum Opiz, Seznam: 42 (1852).
- Erythronium latifolium Schur, Enum. Pl. Transsilv.: 663 (1866).
- Erythronium caninum Dulac, Fl. Hautes-Pyrénées: 113 (1867).
- Erythronium bulbosum St.-Lag., Ann. Soc. Bot. Lyon 7: 70 (1880).[5]

## Nombre común
- Castellano: diente agudo, diente de perro, diente de perro violeta, diente sangriento, mantecón, violeta-diente de perro.[4]